# 西成客运专线
西成客运专线，是中国一条已建成的铁路客运专线，连接陕西省西安市与四川省成都市，设计时速250公里/小时。该线作为完善路网布局的区际干线，承担着华北及西北陕西地区与西南地区间的长途客流，同时兼顾沿线城际客流，预计单向运输能力可达到每年7,000万人次，將形成华北至西南铁路新通道。西成客专全线贯通也进一步完善了区域高速铁路网络，连通了成渝、关中-天水经济区，也连通了秦巴贫困区，而且大幅压缩川渝地区往北京、上海方向的时空距离。该线路也对助力乡村振兴战略和区域协调发展战略的实施，促进沿线经济社会发展和民生改善具有重要意义。
西成高铁于2017年12月6日全线通车，西安至成都旅程时间由12小时缩短至3个多小时，其中最快的和谐号列车用时3小时13分。成都、重庆至北京9小时内即可到达，其中成都到北京最快只需7小时47分。

## 历史

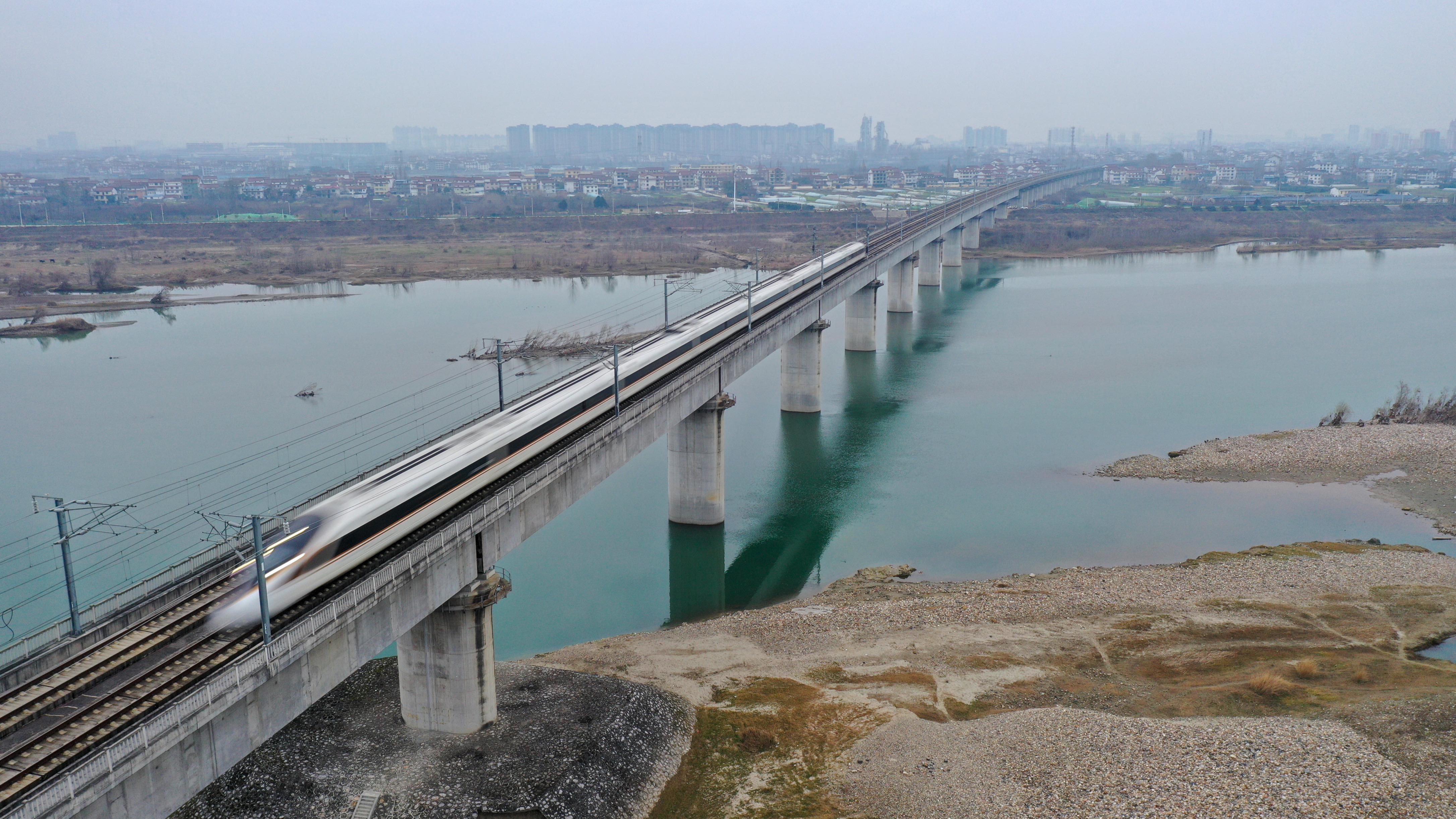
G3289通过汉中市汉江特大桥，桥梁全长4908.24米，主河槽段全长768米

### 西安至江油段
2010年10月，国家发展和改革委员会批准新建西成客运专线西安至江油段可行性研究报告。西成客专四川段于2010年11月举行了开工仪式，但未实质性动工，2013年3月四川段建设全面展开，陕西段于2012年10月27日动工，建设工期5年计划于2017年底通车运营。线路全长510.5公里（其中陕西境内343.6公里，四川境内166.9公里），北起陕西省西安市西安北站，自北向南穿越关中平原、秦岭山区、汉中平原和大巴山区，途经車站有：阿房宫、鄠邑、新场街、佛坪、洋县西、城固北、汉中、新集、宁强南、四川省朝天、广元、青川、剑门关、江油北，至江油，与绵阳至成都至乐山铁路客运专线相接。全线设特大桥及大中桥139座，隧道62座，桥梁和隧道占全长的比例为84.7%。工程总投资707.9亿元，其中环保投资15.7亿元，占工程总投资的2.22%。
2016年10月30日，西成客专全线隧道贯通。2016年9月1日起陕西段铺轨
，10月6日起四川段铺轨。曾有媒体称该线预计2017年9月30日通车，但由于广元至朝天间中铁十九局施工的赵家岩隧道
连续发生严重病害，需要集中整治，因此通車日期需要延遲。2017年9月27日，西安至成都高铁陕西段进入试运行阶段。
2017年11月22日8点45分，西成高铁进入全线拉通空载模拟运行阶段。根据计划，自当日起，成都东、重庆北共计开行8对跨局动车进行拉通空载模拟运行，其中成都东至西安北6对，重庆北至西安北2对，首发车次为西安北站始发的55251次和成都东站始发的55252次。12月3日，中国铁路总公司宣布西成高铁于12月6日全线开通运营。西成客专二等座全程票价为263元人民币，相关列车车票于12月3日18时开始发售，初期安排开行动车组列车19对，其中西安北到成都东7对，西安北到重庆北2对，西安北到汉中10对。2017年底铁路调图后全線满图运行，共安排开行62对动车组，其中直通动车组49对（西安北到成都东36对，西安北到重庆北12对，西安北到汉中1对）。

### 江油至成都段
江油至成都段在建设时期与成贵客运专线成都至乐山段及其峨眉山支线共同称为成绵乐客运专线，全长153公里，于2008年12月30日开工，并于2014年12月20日正式通车运营。

## 车站

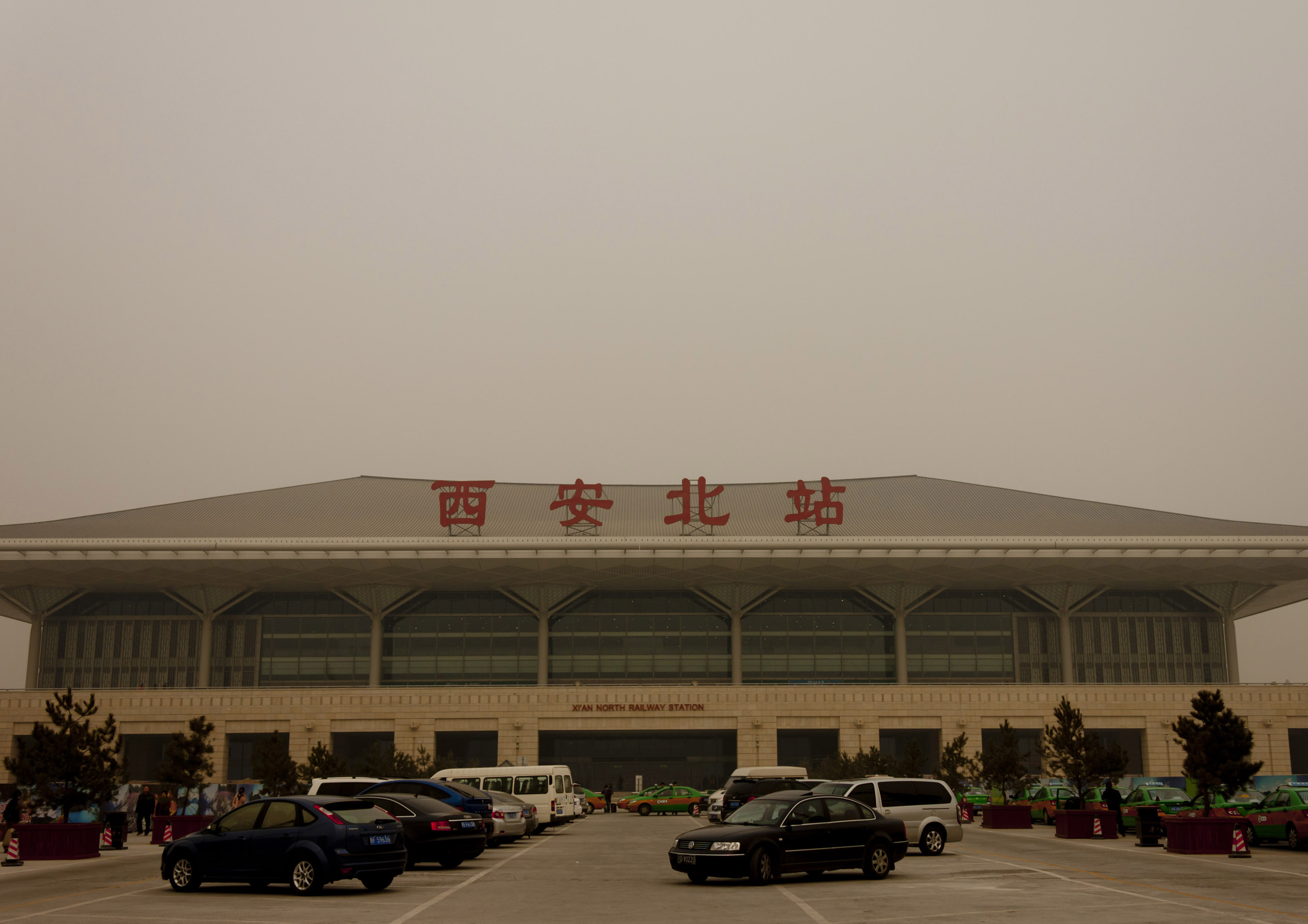
西安北站

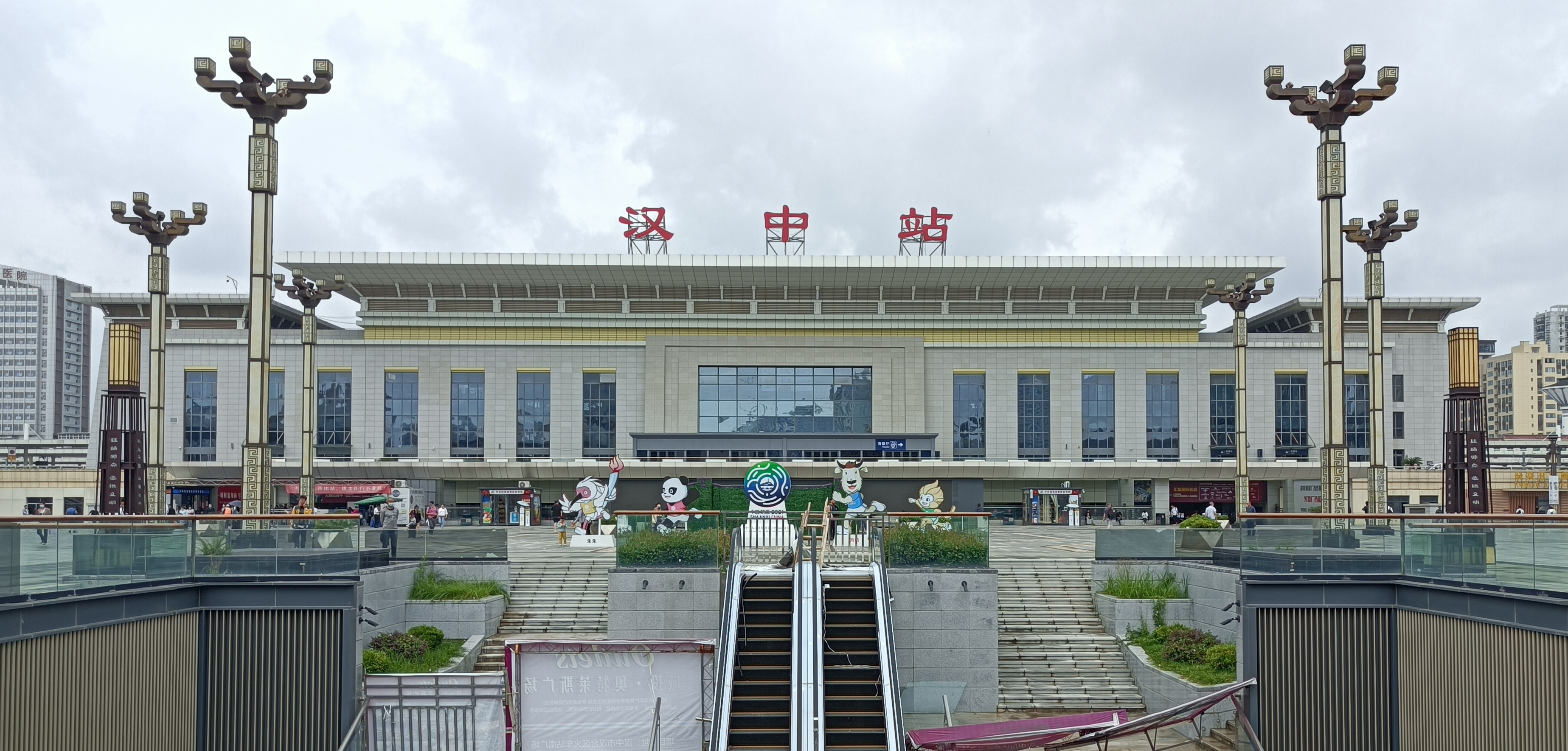
汉中站

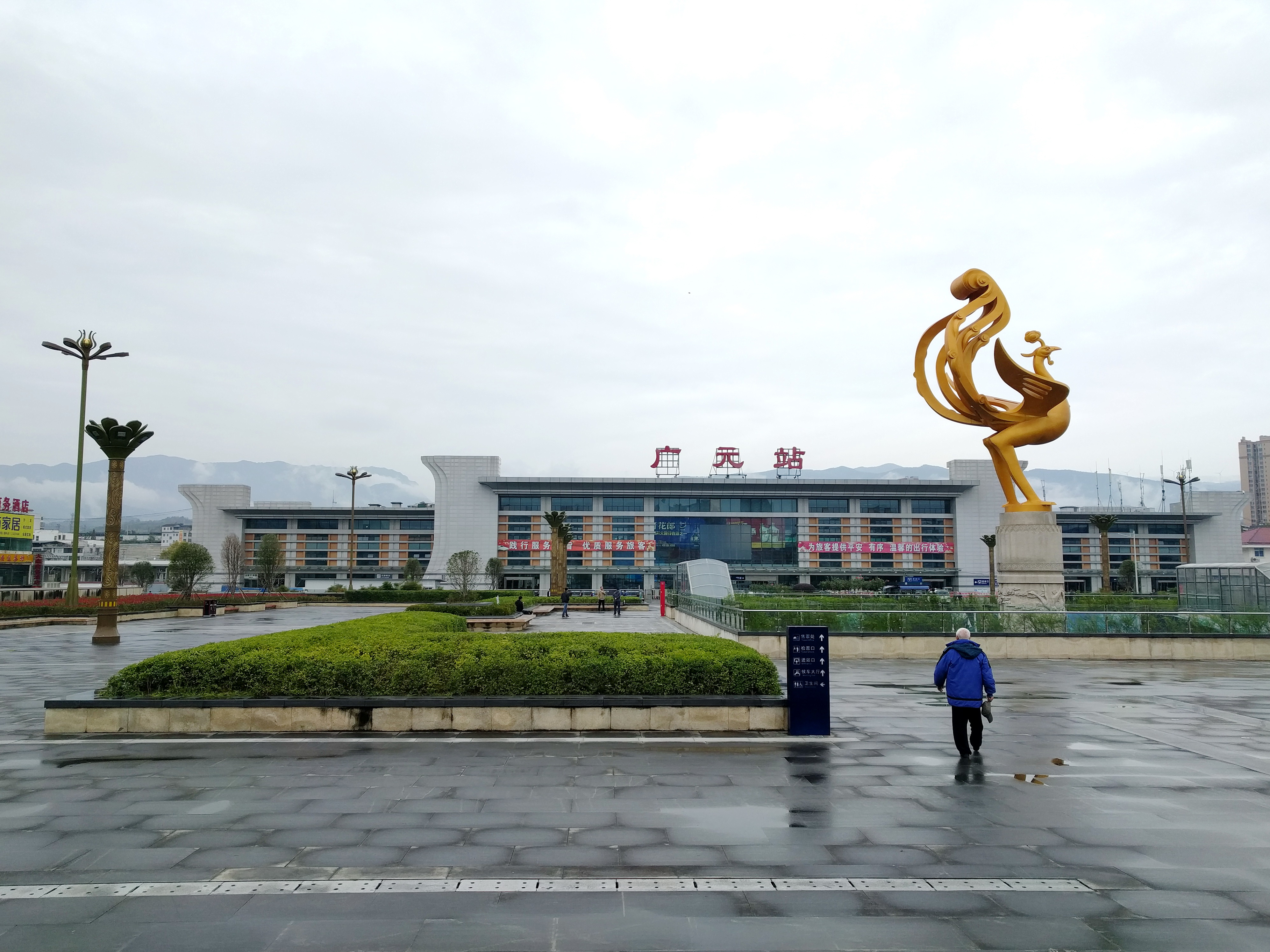
广元站

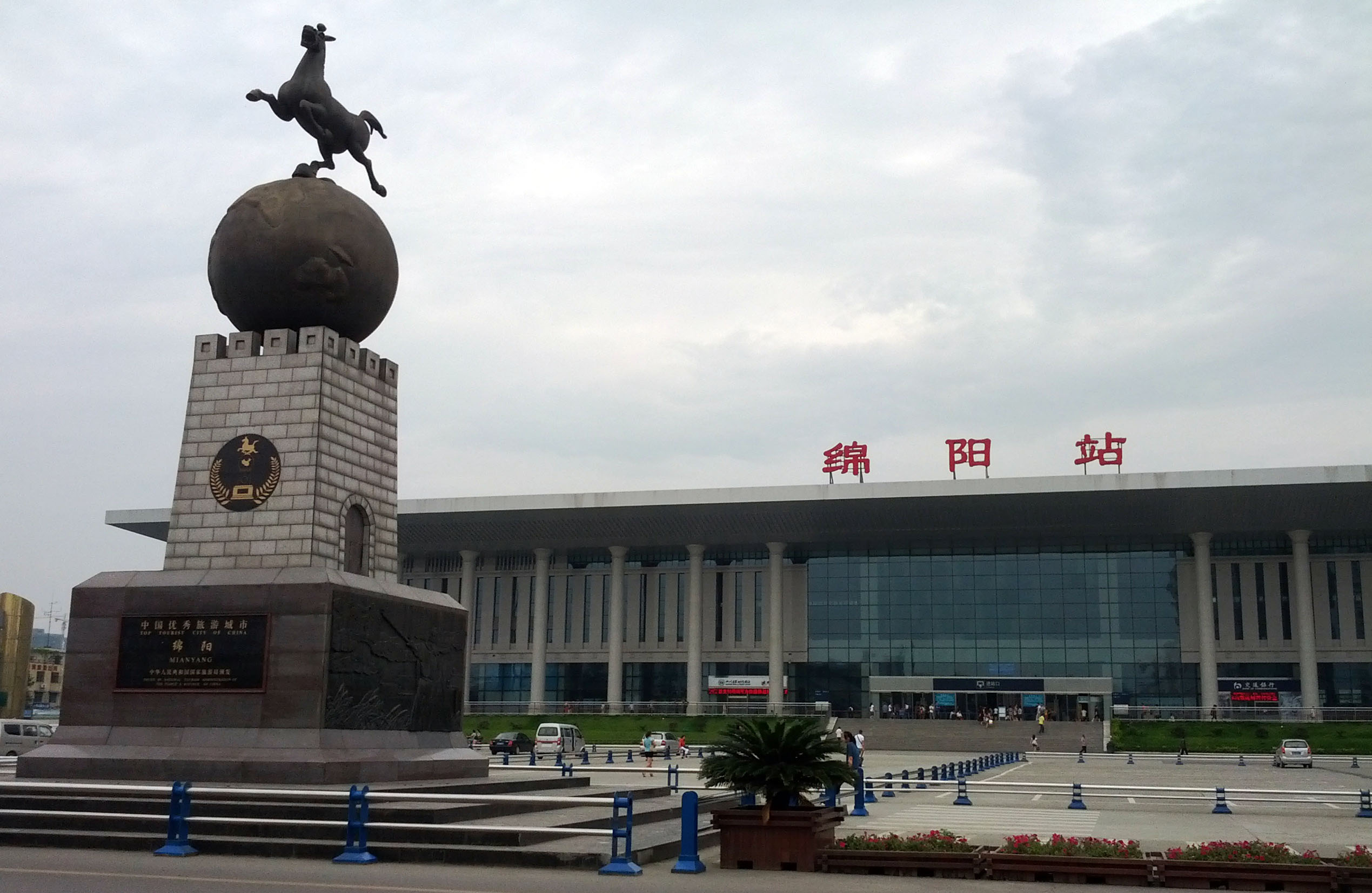
绵阳站

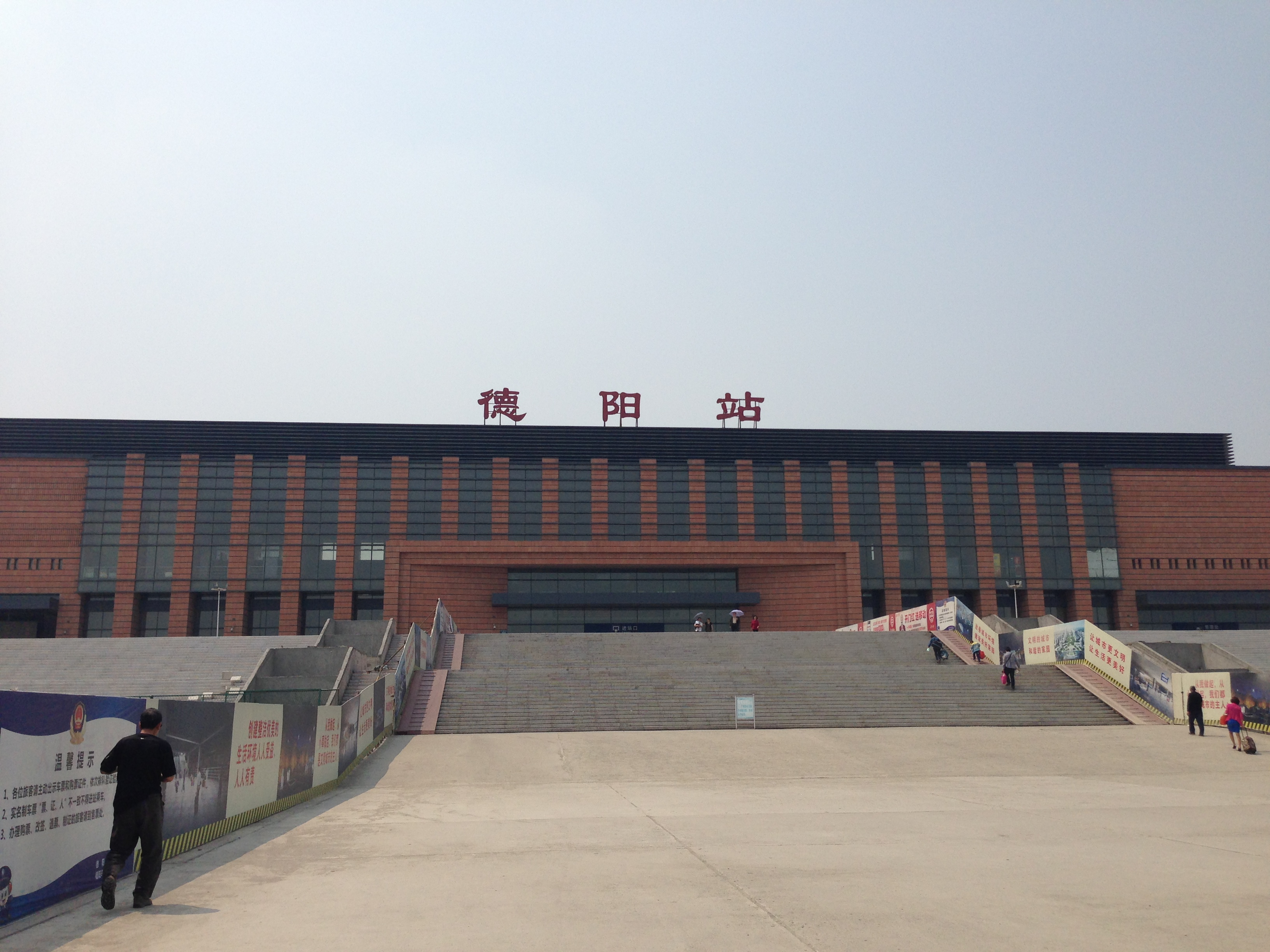
德阳站

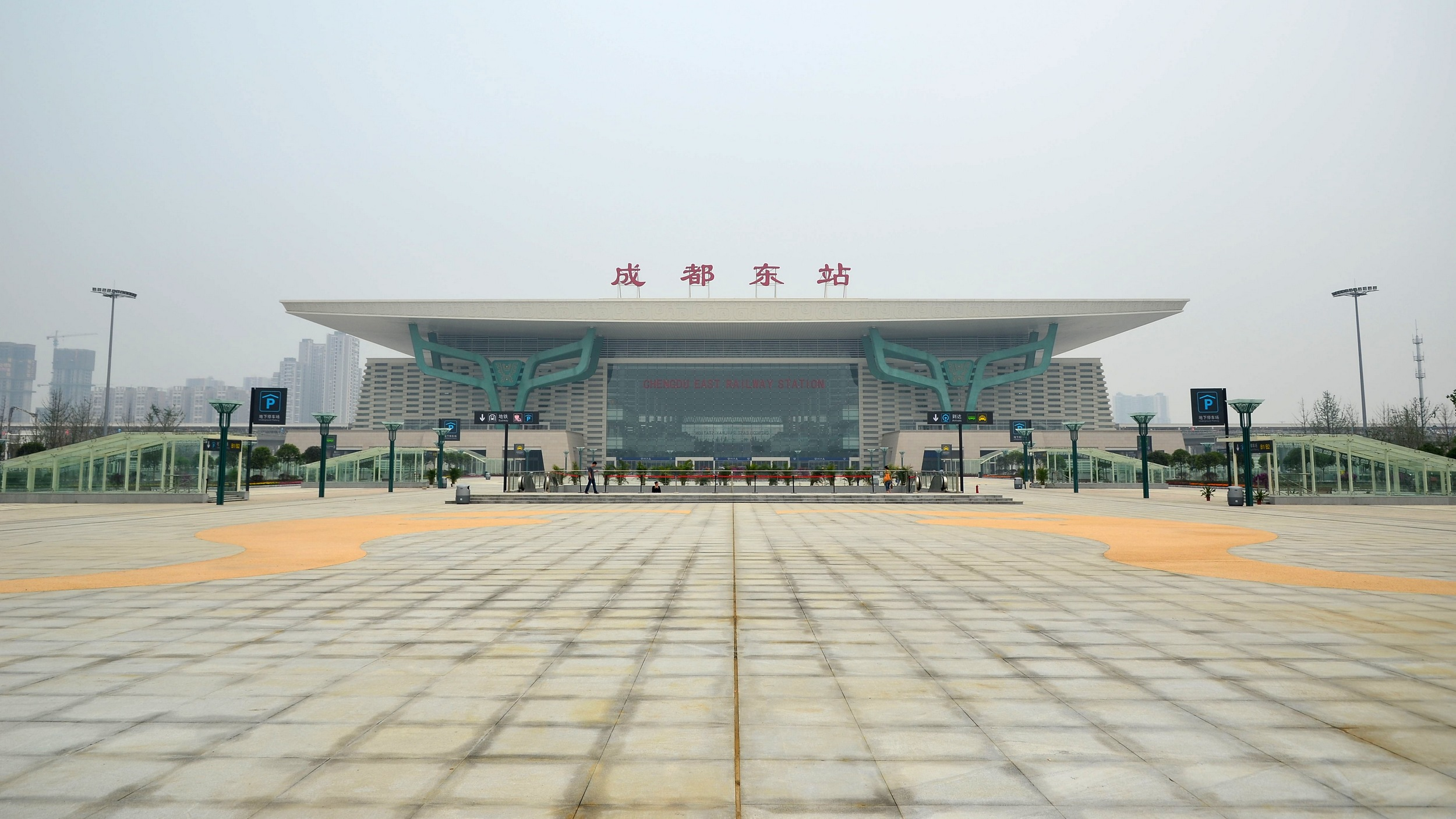
成都东站

西成客运专线设站23个（包括两座越行站），途径四川省、陕西省。线路起于西安北站，向南设阿房宫、鄠邑站，随后翻越秦岭，并设新场街（越行）、佛坪两站；进入汉中盆地后，设洋县西、城固北、汉中、新集（越行），再向南翻越大巴山，设宁强南，随后进入四川省，设朝天、广元、剑门关、青川、江油北、江油、青莲、绵阳、罗江东、德阳、广汉北、青白江东、新都东站，最后止于成都东站。
线路在西安北站连接大西客运专线和徐兰高速铁路；在汉中站连接阳安铁路；在广元站与兰渝铁路交叉并有西成客专广元-西安段与兰渝铁路广元-重庆段联络线；在成都东站连接成贵客运专线和成渝客运专线。
| 车站名称     | 所在区域 | 所在区域 | 所在区域 | 启用日期                             | 连接铁路                               | 城市轨道交通换乘路线                       |
| ------------ | -------- | -------- | -------- | ------------------------------------ | -------------------------------------- | ------------------------------------------ |
| 西成客运专线 |          |          |          |                                      |                                        |                                            |
| 西安北站     | 陕西省   | 西安市   | 未央区   | 2011年1月11日                        | 徐兰客运专线 大西客运专线 银西高速铁路 | 西安地铁2号线 西安地铁4号线 西安地铁14号线 |
| 西安西站     | 陕西省   | 西安市   | 长安区   | 2017年12月6日                        |                                        |                                            |
| 鄠邑站       | 陕西省   | 西安市   | 鄠邑区   | 2017年12月6日                        |                                        |                                            |
| 新场街站     | 陕西省   | 安康市   | 宁陕县   | 2017年12月6日                        |                                        |                                            |
| 佛坪站       | 陕西省   | 汉中市   | 佛坪县   | 2017年12月6日                        |                                        |                                            |
| 洋县西站     | 陕西省   | 汉中市   | 洋县     | 2017年12月6日                        |                                        |                                            |
| 城固北站     | 陕西省   | 汉中市   | 城固县   | 2017年12月6日                        |                                        |                                            |
| 汉中站       | 陕西省   | 汉中市   | 汉台区   | 1978年4月1日                         | 阳安铁路                               |                                            |
| 新集站       | 陕西省   | 汉中市   | 南郑区   | 2017年12月6日                        |                                        |                                            |
| 宁强南站     | 陕西省   | 汉中市   | 宁强县   | 2017年12月6日                        |                                        |                                            |
| 朝天站       | 四川省   | 广元市   | 朝天区   | 2017年12月6日                        |                                        |                                            |
| 广元站       | 四川省   | 广元市   | 利州区   | 1954年                               | 宝成铁路 兰渝铁路                      |                                            |
| 剑门关站     | 四川省   | 广元市   | 剑阁县   | 2017年12月6日                        |                                        |                                            |
| 青川站       | 四川省   | 广元市   | 青川县   | 2017年12月6日                        |                                        |                                            |
| 江油北站     | 四川省   | 绵阳市   | 江油市   | 2017年12月6日                        |                                        |                                            |
| 江油站       | 四川省   | 绵阳市   | 江油市   | 1955年                               | 宝成铁路                               |                                            |
| 青莲站       | 四川省   | 绵阳市   | 江油市   | 2017年12月20日                       |                                        |                                            |
| 绵阳站       | 四川省   | 绵阳市   | 涪城区   | 1955年1月                            | 宝成铁路                               |                                            |
| 罗江东站     | 四川省   | 德阳市   | 罗江区   | 2014年12月20日                       |                                        |                                            |
| 德阳站       | 四川省   | 德阳市   | 旌阳区   | 1952年（老站） 2011年3月22日（新站） | 宝成铁路                               |                                            |
| 旌阳站       | 四川省   | 德阳市   | 旌阳区   | 未开通                               |                                        |                                            |
| 广汉北站     | 四川省   | 德阳市   | 广汉市   | 2014年12月20日                       |                                        |                                            |
| 青白江东站   | 四川省   | 成都市   | 青白江区 | 2014年12月20日                       |                                        |                                            |
| 新都东站     | 四川省   | 成都市   | 新都区   | 2014年12月20日                       |                                        |                                            |
| 成都东站     | 四川省   | 成都市   | 成华区   | 2011年5月8日                         | 遂成铁路 成渝客运专线 成贵客运专线     | 成都地铁2号线 成都地铁7号线                |

## 运营
西成客运专线主要由中国铁路西安局集团有限公司、成都局集团有限公司运营。线路开行D字头动车、G字头高速动车，并在成江段开行C字头城际动车。此外，包括西安、成都两局在内的各集团公司亦在该线上开行成渝地区往京津冀、长三角、东北和中原地区的长途动车组列车。
2014年成江段开通至2017年全线开通前，线路以成绵乐客运专线的名义与成贵客运专线成都-峨眉山段贯通开行200km/h的城际动车；2017年12月6日全线开通后，西成客运专线全线提速至250km/h。次年首次全国铁路运行图调整时，西成客运专线正式接入全国高铁网。
西成客运专线采用实名制购票，乘车时须票、证、人相对应并接受核验。车站亦实行严格的安全检查。

### 票价
西成客运专线二等座票价按照0.4元/公里标准制订，成都东站到西安北站的二等座票价为263元。在成江段开通初期，线路一等座、商务座票价曾一度偏低，在2018年，一等座、商务座票价上浮。

## 列车
西成客运专线江油-成都段开通初期，运用CRH1动车组开行；随着成都局车底紧张状况逐步得到缓解，更先进的CRH380A、CRH380D型动车组列车被投放到西成客专成江段运营并替换掉速度、气密性皆不佳的CRH1A型动车组。
随着江油-西安段的开通，西成客专大量投放新生产的CRH3A型动车组运行。但虽然起初部分媒体所宣称其为“西成专用”动车组，CRH3A在实际运用中却暴露出舒适性不佳、在长大坡道难以达速运行等问题，故随后逐步退出西成客专运行。此后，西成客专需要翻越秦岭的车次运用列车全部改为350km/h级别动车组如CRH380A、CRH380B型。2018年，北京局最早试图运用CR400BF-5033“复兴号”动车组开行成都-北京的标杆列车，但该车在进入西成路段之前即发生严重故障并无法继续运行，西成客专运用复兴号列车的计划也被押后。2019年，成都、重庆至上海、北京的标杆列车逐步采用CR400AF、CR400BF“复兴号”列车开行。

## 建设特色与技术应用
西成高铁是第一条穿越中国南北分界线秦岭的高速铁路，而秦岭也是多个自然保护区的所在地。为了保护秦岭山区的生态，该线在选线时，特意避开了秦岭山区集中、连片、且等级较高的自然保护区、水源保护区等敏感区，以深埋隧道及高架桥梁形式，分别穿越天华山及朱鹮国家自然保护区，最大限度保持秦岭原生态，可解决金丝猴、大熊猫等秦岭珍稀野生动物的过路问题。该线在秦岭山区的桥隧比例达到93%。列车沿线还专门设立了朱鹮保护网，总长度达32公里，这是全球首次在高铁建设中针对鸟类保护安装特制的大规模防护网。其高度、颜色等均遵循朱鹮的习性，既可以防止朱鹮靠近铁路，又以其柔软的质地确保即使朱鹮撞到防护网也不会受伤。该线还考虑到了带动沿途经济的因素，在贫困县佛坪县过境设站，不仅结束了佛坪县不通火车的历史，更带动了当地农业和旅游业的发展。
此外，西成高铁还使用了无线信号释放技术，是中国首条4G手机信号设备全覆盖的山区高铁。

## 争议

### 铁路航空衔接失当
虽然西成客专要到2017年12月6日才能开通运营，但在西成客专开通之前，西安直飞成都的班次大幅减少，班次由原来的每天20多趟降至每天仅有1趟。据机场相关负责人称，此为实施冬春季航班计划的正常调整。而相关媒体分析称，此为因西成高铁开通而进行的调整，但由于高铁通车日期一再延期，造成“配合失误”，从而导致旅客引发不满，需要往返两地的旅客只能选择乘坐中转航班、普速列车或汽车出行，给旅客带来不便。对此，中国民航局西北地区管理局回应称，已向航空公司和机场了解情况，并协调有关航空公司、机场等部门，增加每周22个架次西安往返成都航班。

### 铁路速度降标
西成客运专线规划时设计时速为350km/h。2012年4月，原铁道部主持西成客专审查会议，将设计时速调整为250km/h，并对局部线路进行优化调整。西成客运专线为四川重要的北上通道，250公里的设计时速使其从一开通即面临落后的境地。

### 长大坡道问题
西成客运专线秦岭北坡段有坡度高达25‰的连续长大坡道45公里，为中国高铁之最，在此上坡区间行驶的250km/h级动车组列车如CRH3A、CRH2A等由于功率不足无法达速运行，因此西成客专虽然为250km/h级线路，却只能使用300-350km/h级动车组运行，造成车底浪费。另一方面，由长客生产的CR400BF-5033号动车组多次在此路段或即将进入此路段前发生故障，故此段坡道又被中国国内火车迷戏称为“落凤坡”（CR400BF被火车迷昵称为“金凤凰”）。